# Croix de cimetière de Pléchâtel
La croix de cimetière de Pléchâtel est une croix monumentale située place de la Mairie à Pléchâtel, dans le département français d'Ille-et-Vilaine, région Bretagne.

## Historique
La croix date du XVe siècle et fait l’objet d’un classement au titre des monuments historiques depuis le 28 janvier 1908. À la suite d'une enquête publique de 2014, un périmètre de protection modifié (PPM) a été mis en place en 2015.

## Description et architecture
C'est une croix monolithique, couverte d'un toit à quatre faces surmonté d'un petit clocheton carré figurant sur ses faces la sainte Trinité, la Vierge et deux anges.
Le fût présente en bas-relief les Douze Apôtres de façon stylisée, reconnaissable par leur symbole et leur nom en lettres gothiques inscrit sous eux. Ils sont disposés trois par face du fût, superposés et abrités dans des niches en arc brisé. 

Onze des Douze Apôtres
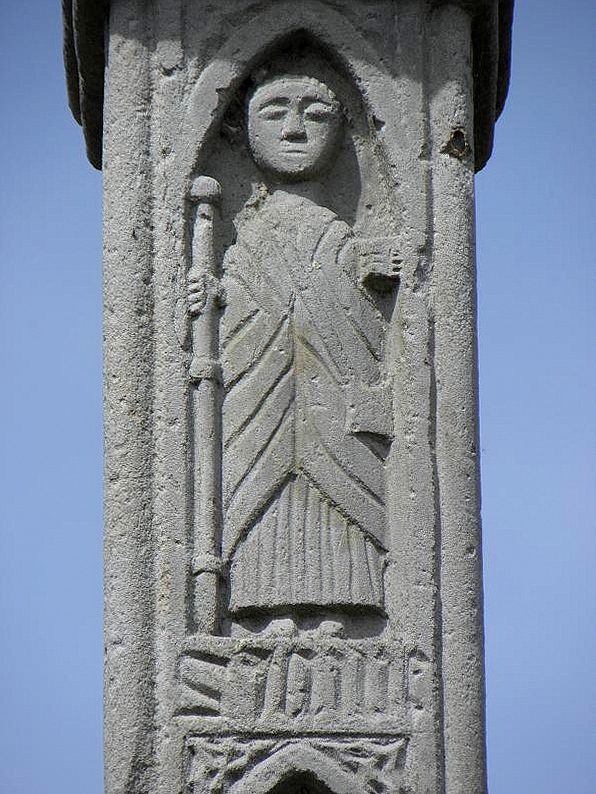
Saint Jacques le Majeur avec bâton et aumônière.
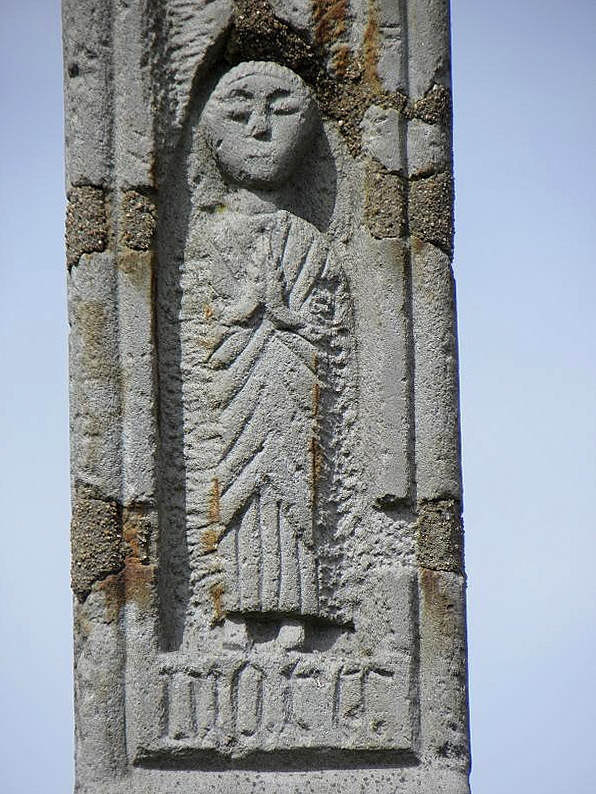
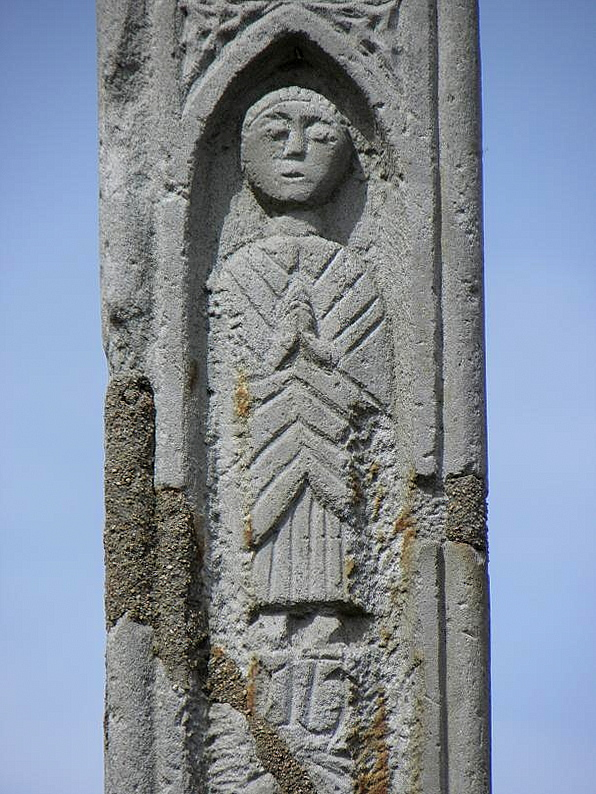
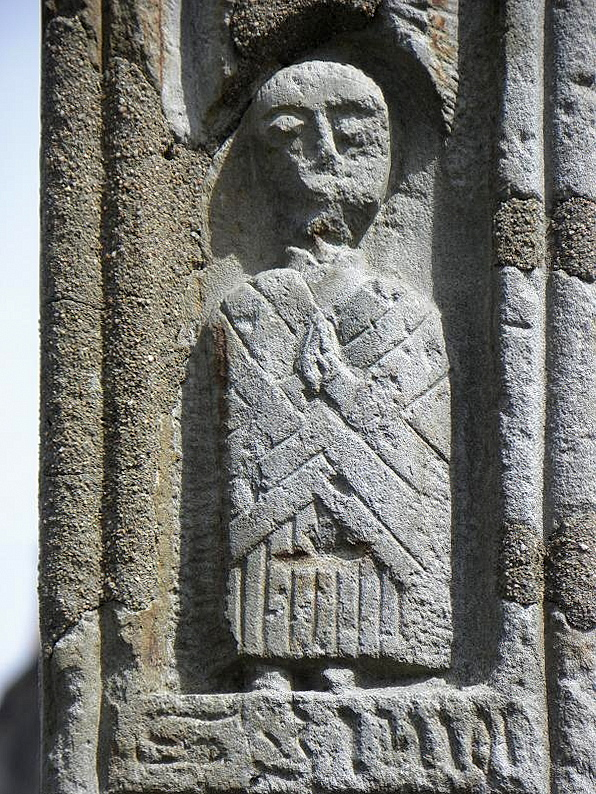
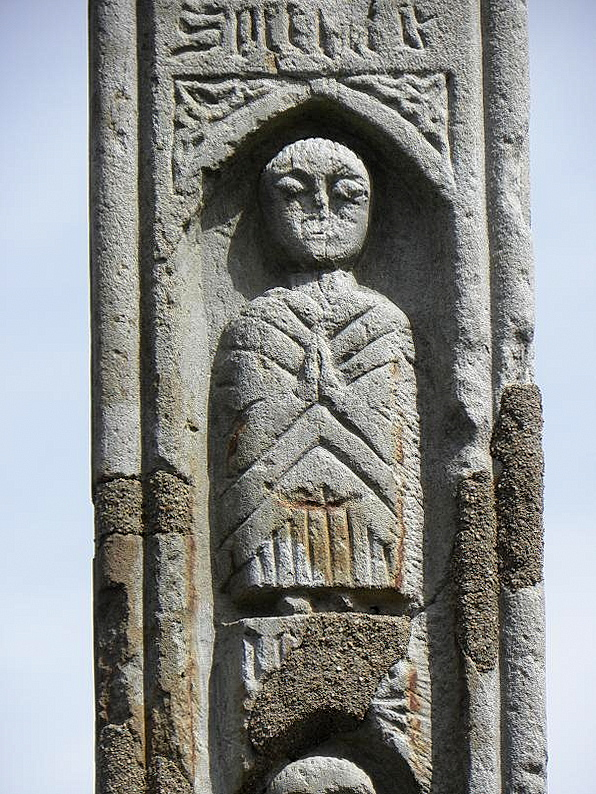
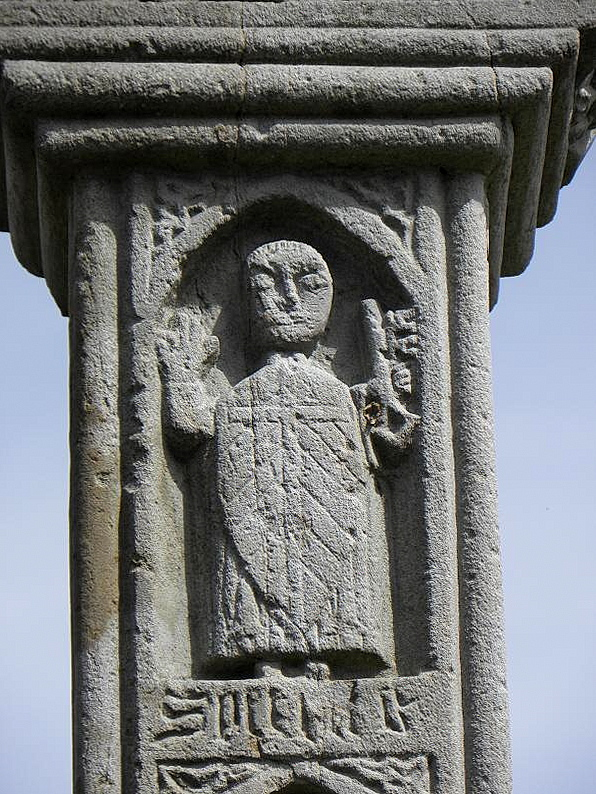
Saint Pierre avec la clé.
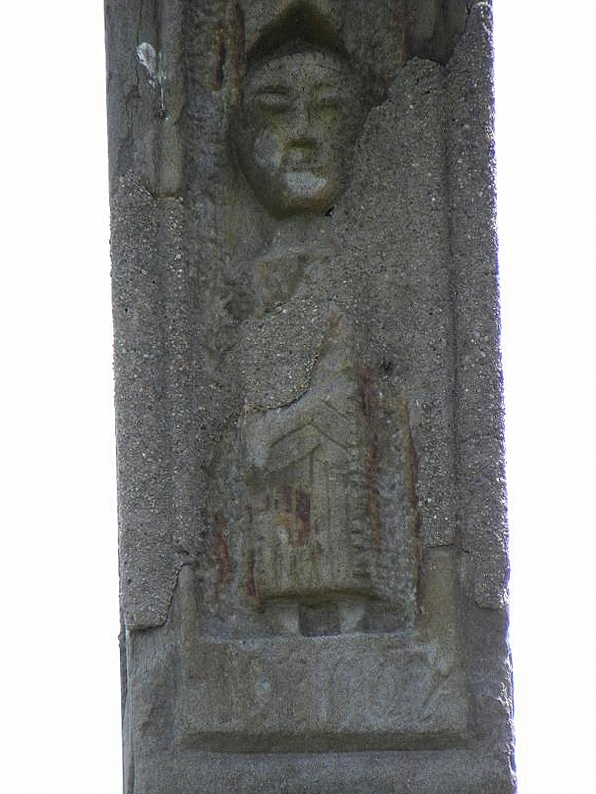
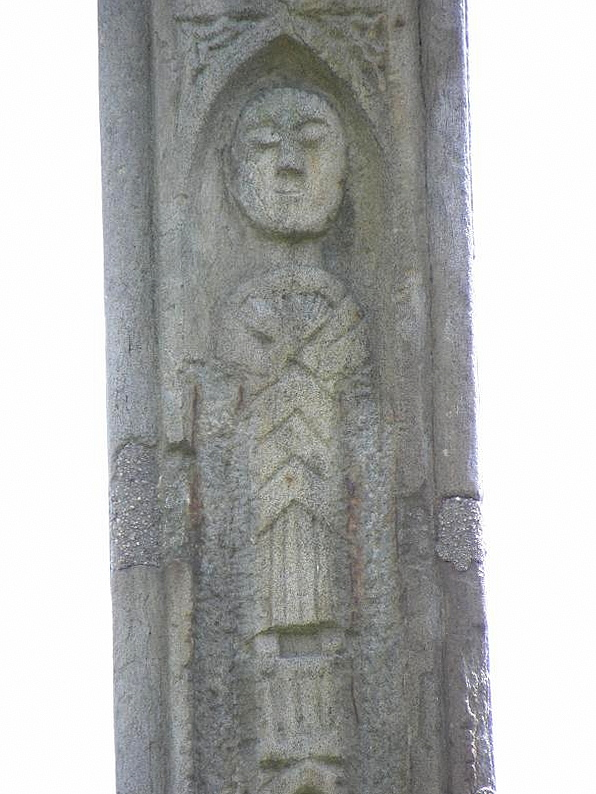
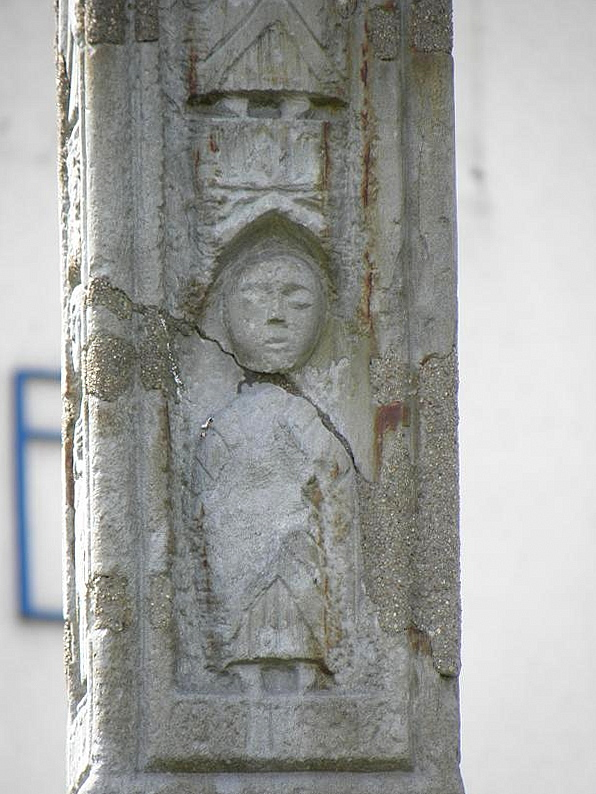
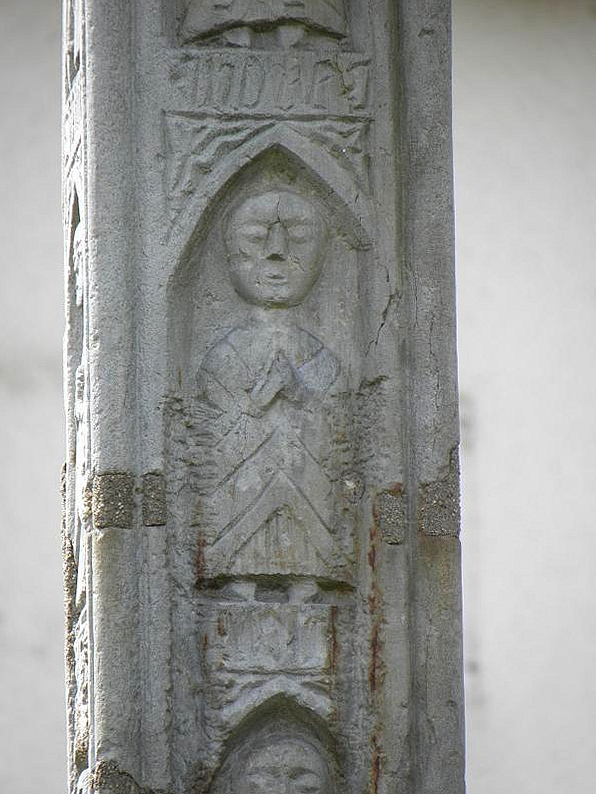
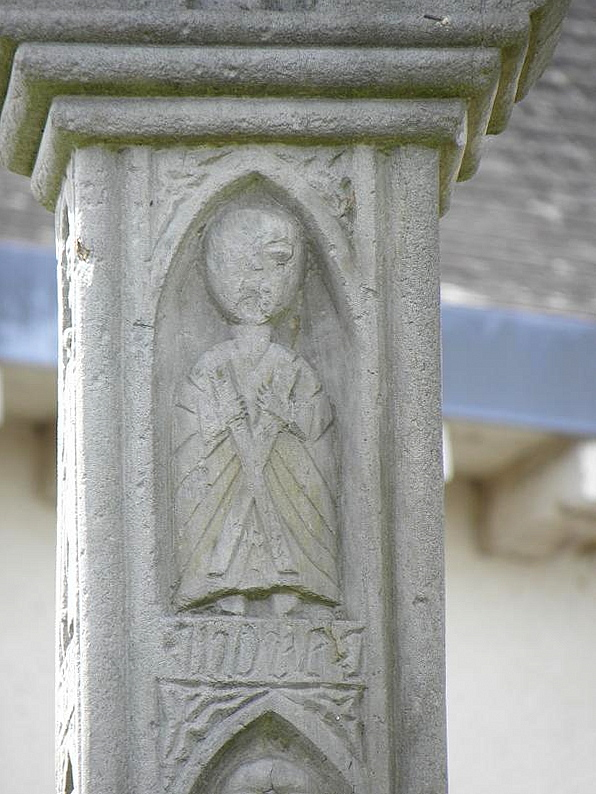
Saint André avec sa croix.